# Тернопольское партизанское соединение имени Н. С. Хрущёва
Тернопольское партизанское соединение имени Н. С. Хрущёва — советское партизанское формирование под командованием Шитова Ивана Ивановича, созданное в 1943 году по приказу командира Житомирского партизанского соединения А. Н. Сабурова для действий в районе Новоград-Волынского Житомирской области.

## Формирование соединения
27 августа 1941 года был сформирован в количестве 27 человек 2-й Харьковский партизанский отряд под командованием К. Погорелова, который в сентябре 1941 года пересёк линию фронта и начал действовать в тылу врага на оккупированной территории Сумской и Орловской областей УССР и РСФСР. В мае 1942 года он вошёл в состав партизанского соединения под командованием А. Н. Сабурова. В октябре—ноябре 1942 года отряд, получивший название имени Хрущёва, вместе с соединением Сабурова совершил рейд на Правобережную Украину, а затем в конце ноября 1942 года был реорганизован в 12-й батальон Житомирского партизанского соединения.
17 февраля 1943 года приказом по соединению Сабурова для действий в районе Новоград-Волынского создается группа объединённых партизанских отрядов (командир И. Шитов, комиссар И. Скубко). В неё вошли партизанские отряды имени Н. Хрущёва, имени С. Кирова, имени Ф. Михайлова и «За Родину». По указанию ЦК КП(б)У и Украинского штаба партизанского движения в начале июня 1943 года группа была преобразована в соединение партизанских отрядов, которое передавалось в оперативное подчинение Каменец-Подольскому областному штабу партизанского движения. В сентябре 1943 года соединение перешло в непосредственное подчинение Украинского штаба партизанского движения и с 14 октября 1943 года было переименовано в Тернопольское партизанское соединение имени Н. С. Хрущёва.

## Организационная структура
Организационная структура соединения включала командование, штаб, главразведку (разведбатальон), радиоузел, санитарную службу, хозяйственную часть, комендантский взвод, а также боевые подразделения — отряды (батальоны, полки), которые делились на группы (роты), взводы, отделения. В отрядах (батальонах) были группы конных разведчиков-автоматчиков, диверсионные группы, санитарные и хозяйственные части, артиллерийские группы или артиллерийские взводы.
К 1 июля 1943 года в пяти отрядах соединения находились 1462 человека, на 1 ноября 1944 года в 9 отрядах — 2434 человека. Накануне расформирования соединения в нём было 9 отрядов, численность которых составляла 2274 человека: имени Н. Хрущёва (командир Т. Котляров, комиссар Б. Шангин, начальник штаба Д. Николайчик), имени С. Кирова (командир Ф. Федоров, комиссар М. Виноградов, начальник штаба И. Дипько), имени В. Чапаева (командир П. Шевчук, комиссар П. Игнатюк, начальник штаба А. Цветков), имени Ф. Дзержинского (командир С. Ландышев, комиссар А. Соботович, начальник штаба С. Канов), имени М. Кутузова (командир И. Гурьев, комиссар К. Дюков, начальник штаба И. Горбань), имени К. Ворошилова (командир С. Мартынов, комиссар Т. Кляцкий, начальник штаба А. Лоскутов) имени Н. Щорса (командир В. Саванин, комиссар И. Гитуляр, начальник штаба М. Борийчук) имени А. Суворова (командир А. Попов, комиссар М. Выговский, начальник штаба Г. Забурунов) имени Сталина (командир Д. Панчук, комиссар С. Демчан, начальник штаба Ф. Поддубный).
В октябре — декабре 1943 года партизанские отряды были переименованы в батальоны, а затем развернуты в 3 партизанские стрелковые полки. В 1943 года из соединения были выделены отряды имени Ф. Михайлова (командир А. Одуха). имени Богуна (командир И. Скубко), "За Родину '(командир И. Шишко), на базе которых в дальнейшем были созданы 3 новые партизанские соединения. 23 февраля 1944 года по указанию УШПР из отрядов имени Н. Хрущёва, имени А. Щорса, имени А. Суворова было организовано новое партизанское формирование (командир Д. Николайчик, комиссар Б. Шангин, начальник штаба И. Дилько) в количестве 982 человека для проведения действий в западных областях Украины, остальные отрядов были расформированы.

## Боевая деятельность

### Борьба с немецкими оккупантами
Боевая, диверсионная и разведывательная деятельность отряда имени Н. Хрущёва после перехода на Правобережную Украину, а затем и соединения, началась в районах Городища, Емильчино, Рокитного на границе Житомирской и Ровенской областей. Одной из первых крупных операций соединение было нападение на железнодорожную ст. Рокитное в мае 1943 года г.. В ходе операции партизаны взорвали электростанцию и стеклозавод, уничтожили железнодорожный мост. В ночь с 23 на 24 июля 1943 силами отрядов имени Н. Хрущёва, имени С. Кирова и имени В. Чапаева был разгромлен фашистский гарнизон в районном центре Городище. Партизаны захватили продовольственные склады и вывезли большую партию продуктов и зерна.
3—4 октября 1943 года соединение стремительным ударом овладело железнодорожной станции Словачне, уничтожив при этом станционное хозяйство, один эшелон с боевой техникой, кроме этого был сбит транспортный самолёт «Ю-52».
7 ноября 1943 года советское партизанское соединение имени Н. С. Хрущёва заняло райцентр Мархлевск и удерживало его 54 дня до подхода советских войск.
В начале 1944 года партизаны успешно взаимодействуя с войсками Красной армии на территории Волынской и Ровенской областей. 8 января 1944 года выполняя указание УШПД о выходе в Тернопольскую область, отряды имени Н. С. Хрущёва, имени К. Ворошилова, имени Ф. Э. Дзержинского и имени Н. Щорса совместно с 271-м стрелковым полком 181-й стрелковой дивизии РККА разгромили гарнизон врага в Березно. В руки партизан попали 2 орудия, миномёт, 27 пулеметов, 32 автомата, вещевые и продовольственные склады.
23 января 1944 года группа отрядов соединения, форсировала р. Стырь, успешно отразила нападение превосходящих сил противника. Однако все попытки в течение 27—30 января 1944 года пробиться на юг и выйти в Тернопольскую область через концентрацию вражеских войск не удалось.
Летом 1944 года партизанское соединение имени Н. С. Хрущёва совершило рейд на территорию «генерал-губернаторства» и 8—15 июня 1944 года под командованием Б. Г. Шангина участвовало в сражении в Яновских лесах Люблинского воеводства.

### Борьба с украинскими националистами
Противостояние между партизанами Тернопольского партизанского соединения имени Н. Хрущёва и украинскими националистами развернулась уже в начале 1943 года Стоит отметить, что боев между партизанами соединения имени Н. С. Хрущёва и бандеровцами было немного, поскольку в Житомирской области отсутствовала разветвленная сеть ОУН(б).
Самый крупный бой между Тернопольским партизанским соединением имени Н. Хрущёва и украинскими повстанцами состоялся 16 ноября 1943 года возле с. Мочулянка Березненского района. Из-за тактических промахов командира повстанческого отряда имени Остапа «Шаулы» (Адама Рудыки), бой завершился разгромом повстанцев, которые потеряли во время боя 56 человек и более 40 бойцов УПА были ранены.
Кроме того, партизанам И. Шитова удалось организовать свою агентуру в УПА, создав легендированый район «Пекло», который входил в Костопольский надрайон «Долина» военного округа «Заграва». В результате партизанам удалось взять на учет около 100 бойцов УПА и 19 членов ОУН(б)

## Дисциплинарные нарушения
«Темной страницей» деятельности Тернопольского партизанского соединения имени Н. Хрущёва было мародерство.
Например, глава НКВД Л. Берия сразу же с прибытием шитовцев в Житомирщину 23 января 1943 года направил письмо Й. Сталину, В. Молотову и П. Пономаренко, где писал:

«Личный состав 12-го батальона Сабурова под командованием И. Шитова занимается разгулом, пьянством, терроризирует и грабит просоветское настроенное население»
Однако, партизаны и в дальнейшем грабили местное население подтверждением этого является сообщение командира отряда имени Сталина Д. Панчука от 16 марта 1943 года:

«Я очень не доволен тем, что наши люди с некоторых отрядов, имеются в виду люди из отряда Кирова, взяли в селе Новая Гута у вдовы М. Якубовской лошади и в её соседа лошадь и завели их в соседнее село Мокрое, продали их за 4 литра водки гражданину Багинскому Франко. Я думаю, что это кроме обострения отношения населения к нам больше ничего не даст, факты многократно проверялись и считаются точными»
О бандитизме, пьянстве, грабежах местного населения шитовцами вспоминал после войны командир зафронтового отряда НКВД «Победители» Д. Медведев. И. Шитов на требования последнего навести дисциплину, отвечал:

«Вы хотите, чтобы нас в первом же бою убили наши партизаны?»
Настоящей проблемой в соединении имени Н. Хрущёва было наличие у рядовых партизан «походно-полевых жен» (ППЖ), что в совокупности с игнорированием канонов морали, спровоцировало процветание половой распущенности.
Мнение блогера Сухих расходится с научными исследованиями историков партизанского движения. Например, историк М.В. Коваль в издании Академии наук СССР объясняет, что в отдельных случаях, особенно в западноукраинских сёлах, где население терроризировали украинские националисты, партизаны вынуждены были отступать от принципа добровольности. В такие сёла посылались специальные группы, которые через старост собирали продукты у зажиточных крестьян. Это вызывало недовольство, но было вынужденной мерой в условиях войны.
Коваль также подчёркивает, что фашисты активно вели пропаганду против партизан, пытаясь спровоцировать конфликт между ними и местным населением. Однако партизаны систематически проводили разъяснительную работу, показывая на конкретных примерах, что они защищают население от грабежей и угона на принудительные работы. Это способствовало укреплению доверия и поддержки со стороны местных жителей.
Кроме того, партизаны не только получали помощь от населения, но и сами активно поддерживали местных жителей. Например, соединение И.И. Шитова передало населению 5750 тонн зерна, 150 тонн картофеля, 1 тонну соли и свыше 2200 голов крупного рогатого скота.
Таким образом, хотя отдельные случаи дисциплинарных нарушений действительно имели место, они не отражают общей картины взаимодействия партизан с местным населением. Партизаны не только боролись с оккупантами, но и активно помогали местным жителям, что способствовало укреплению их авторитета и поддержки среди населения.